# Andy Moor
Andy Moor es un Disc jockey y productor de música trance. Andy ha usado varios alias en el pasado (Dub Disorder, Dwight van Man, Sworn) y formó parte de los grupos Indigo, Leama & Moor, Lewis & Moor, Tilt, Whiteroom y Zoo DJ's. Moor fue nominado para un premio Grammy en diciembre de 2007 por su remix de una canción de Delerium incluyendo las voces de Isabel Bayrakdarian.  También ha ocupado varios puestos en el ranking "Top 100 DJs" de DJmag, quedó en el lugar 50 en 2005, el 30 dos años consecutivos en 2006 y 2007, el 18 en 2008, el 15 en 2009, el 32 en 2010  y el 50 en 2011.
Andy Moor ha ganado el premio a "La mejor canción dance" en el International Dance Music Awards en 2006 al igual que ‘El mejor productor trance’ y ‘La mejor canción trance’ en 2004. También ha producido y remezclado canciones para artistas como Britney Spears, Avril Lavigne, Paul Oakenfold, Brian Eno, Tiësto, Armin van Buuren y Arthur Baker.

## Los primeros años

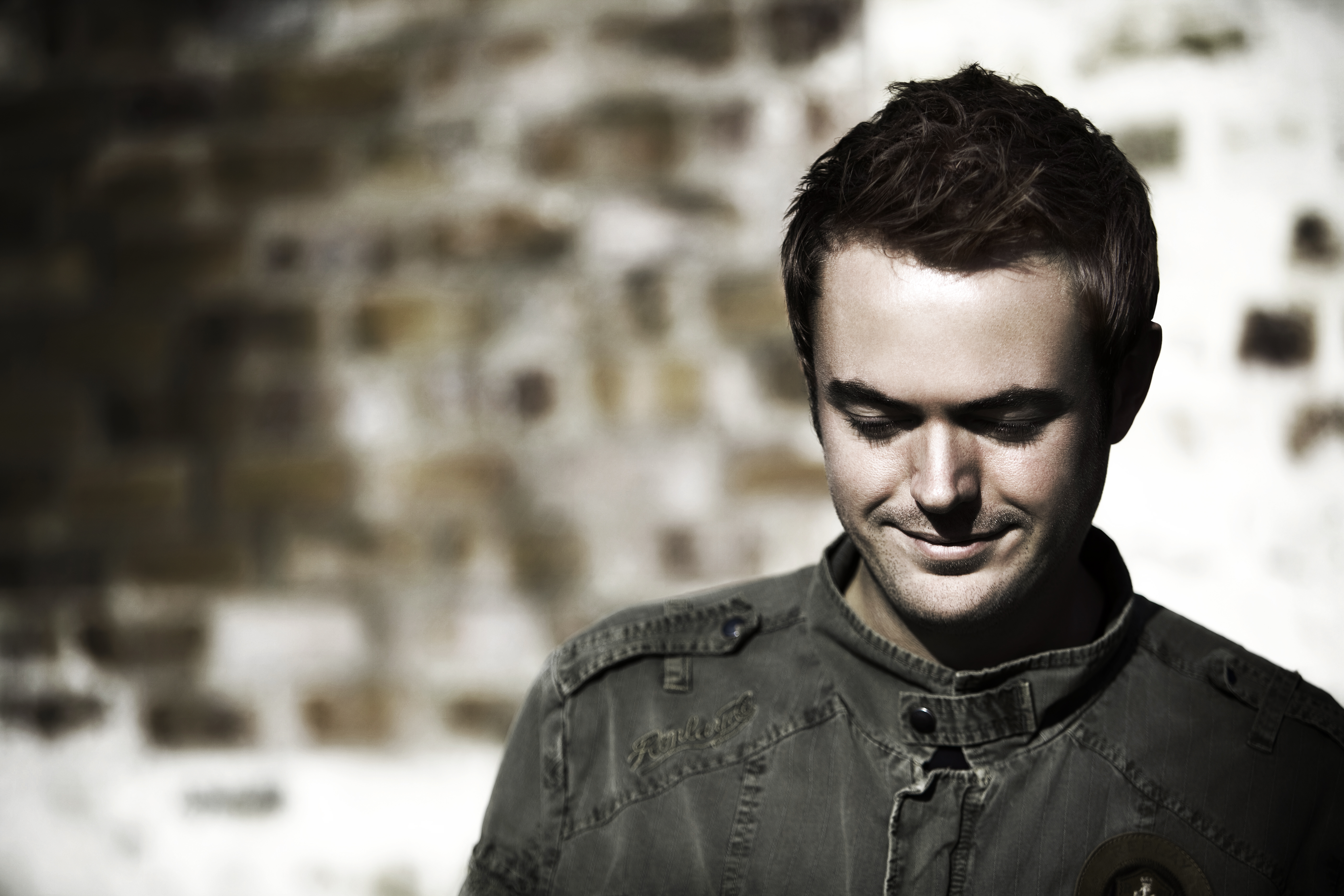
Andy Moor

Andy Moor empezó a explorar el potencial de su talento a temprana edad - a la tierna edad de 5 años ya podía jugar su primera pieza para piano sin problemas. A los 11 años su habilidad musical impulsado para incluir seis instrumentos más. Dos años más tarde hizo un trompo y su primer disco en 21 etapas que estaba jugando y conciertos a miles de personas. Ahora, en la marca de 31 años, Moro es considerada una de las figuras más influyentes en la industria actual de la música electrónica.

## Carrera

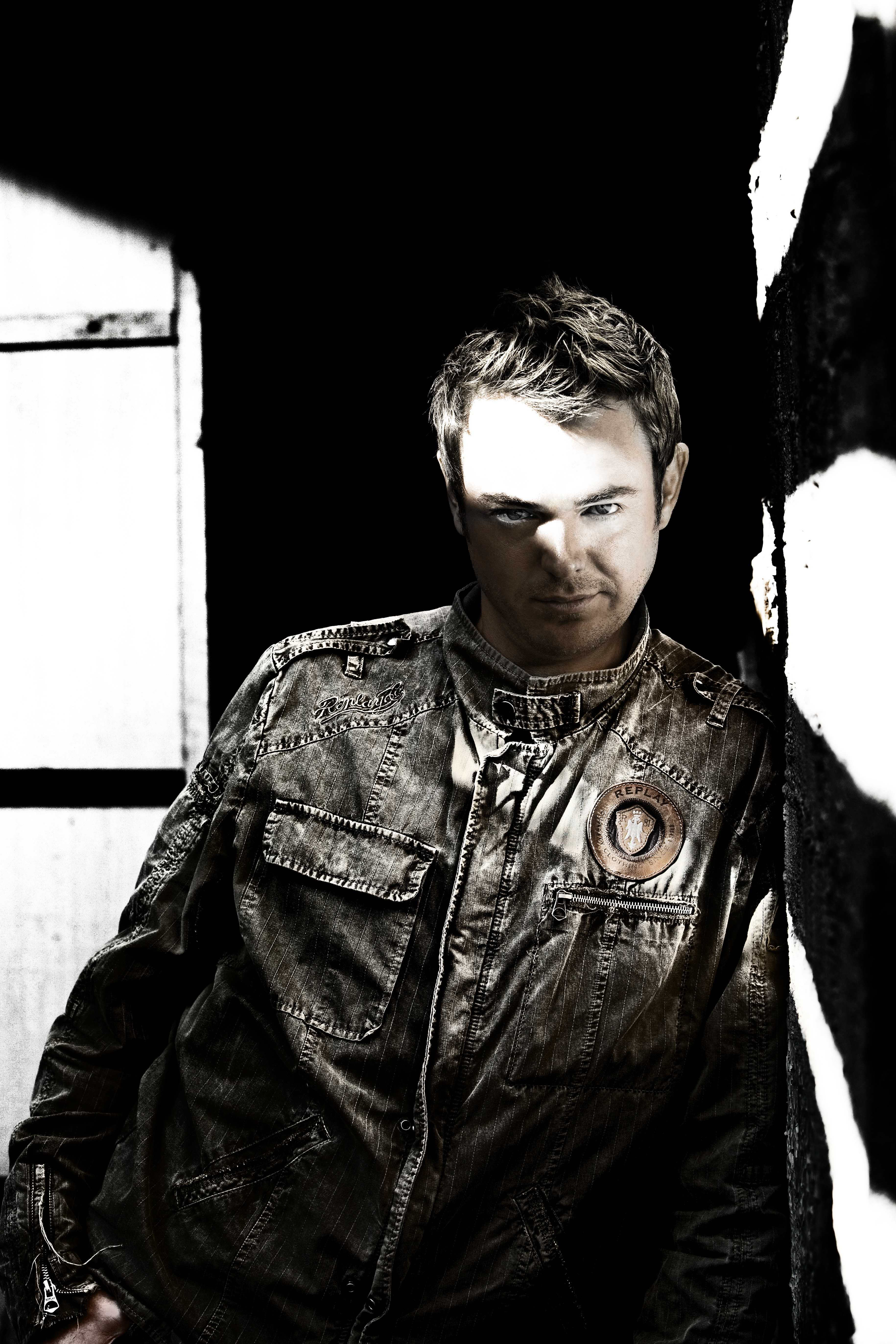
Andy Moor

Andy Moor, nominado a los premios Grammy, es un DJ y productor pionero en la escena de la música electrónica. En su ilustre carrera, Andy ha establecido un sonido distinto, vanguardista y creativa, que es todo suyo. Este sonido, combinado con su perfección técnica lo llevó a ser altamente clasificado en el Top 100 DJ Mag en los últimos 6 años. En 2009 fue nominado a los premios DJ, en 2006 ganó "Mejor Disco Dance" en los Premios de Música Internacional de la Danza, y en 2004 ganó "Mejor Productor Trance" y "Mejor Canción Trance". Dueño del sello AVA registro muy respetado las grabaciones, el productor de la 'Moor Music podcast' y el productor y remixer de la estrella, todo comenzó desde sus humildes comienzos. Durante el año pasado Andy ha sacudido el mundo de la música electrónica una vez más con su producción - "She Moves" con la voz de Carrie Patrón. La pista golpeó acordes con los fanes y críticos por igual. Su frecuente aparición en clubes y en programas de radio que rápidamente causó este camino de ser uno de los favoritos para muchos, rápidamente se eleva a las filas de los favoritos de los fanes anterior. Poco después, Andy se le pidió volver a mezclar la producción Signalrunners "Estas hombros", una tarea que llevó a cabo con mucho gusto. Otros remixes y colaboraciones anteriores han incluido la talla de DJ Tiesto, Above & Beyond, Britney Spears, Avril Lavigne, Paul Oakenfold y mucho más.
Muchas versiones AVA nuevos y futuros se puede escuchar en su podcast, "Moor Music", que recientemente ha sufrido un lavado de cara aumentando su frecuencia de mensual a quincenal. Disponible a través de iTunes y con un ejército cada vez mayor de fieles seguidores y suscriptores, las pistas son cuidadosamente seleccionados y mezclados a la perfección por sí mismo y Andy son un fiel reflejo de lo que puede esperar a oírlo tocar en vivo en cualquiera de sus espectáculos o conciertos de todo el mundo.

## Vida personal

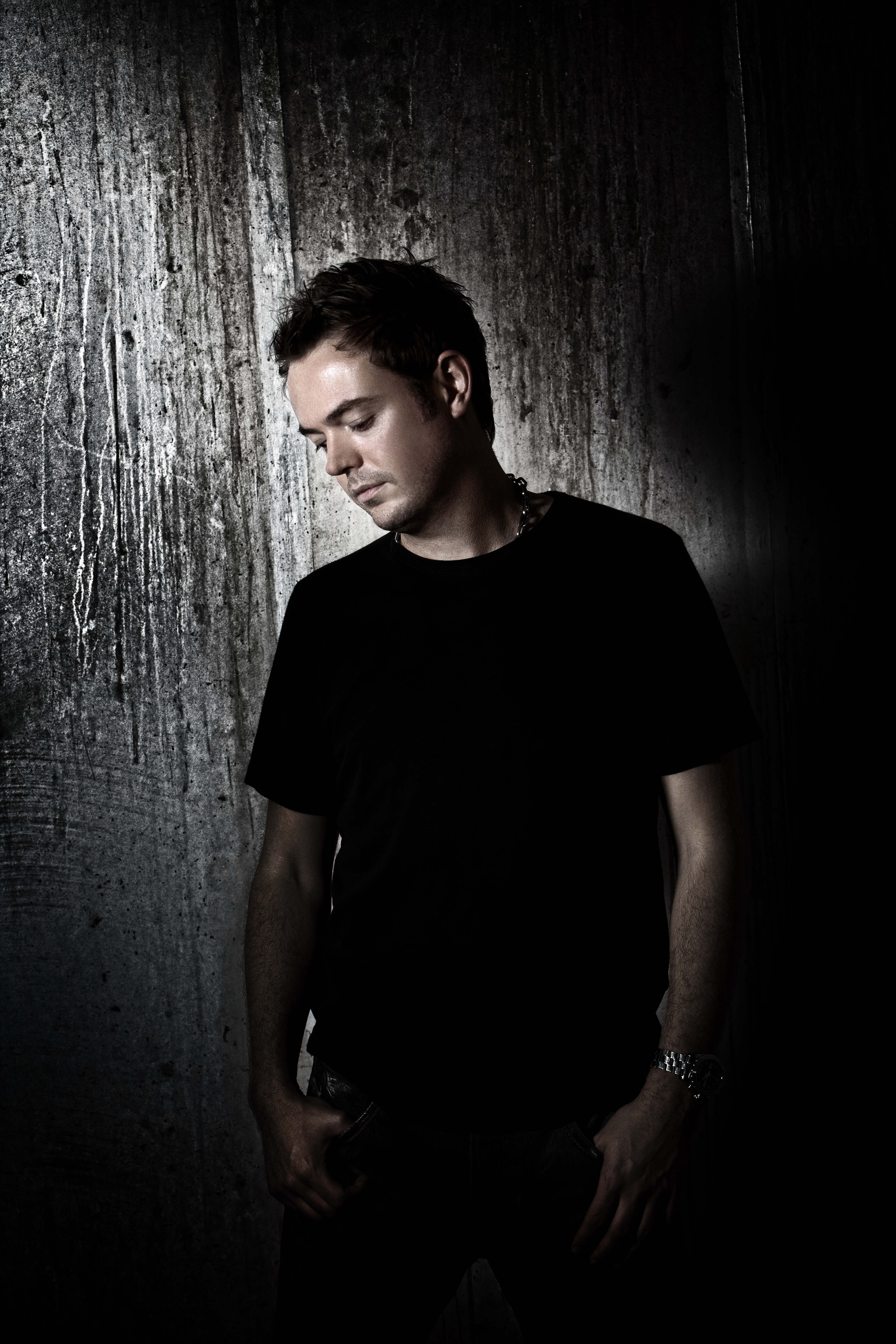
Andy moor

A pesar de su ascenso a la prominencia en la escena, Andy se ha mantenido muy a tierra, la comunicación frecuente y afable con sus fanes a través de diversos canales de redes sociales. En el moro estudio ha estado a la vanguardia de la escena musical de rápida evolución, siempre pionera nuevos sonidos y técnicas en lugar de depender de una fórmula de producción de probada eficacia. Cuando no está en el estudio o de gira, Andy se mantiene ocupado dirigiendo su propio sello AVA Recordings, que ha permanecido como uno de los más fuertes medios de Armada Music, constantemente la liberación de los mejores en progresivo y trance de una lista de talentosos productores nuevos y veteranos que incluyen: Ashley Wallbridge, Tydi, David Forbes y Tritonal.
Este año, Andy planea reducir su diario de gira, con la intención de pasar más tiempo en el estudio. Después de las reacciones positivas de su álbum de 2005 "Explorer" en colaboración con Tilt, se han puesto en marcha planes para un álbum propio de Andy Moor, el cual los fanes estarán encantados de escuchar. Aunque sus giras se pueden reducir con el fin de concentrarse en el nuevo álbum, el futuro del legado de Moor no muestra señales de detenerse.

## Discografía

### Álbumes
Mezclas
- 2009 "Breaking the Silence Vol. 1"
- 2010 "Trance Nation mixed by Andy Moor"
- 2011 "Breaking the Silence Vol. 2"

Álbumes de estudio
- 2012: Zero Point One

### Singles

#### 2000
- Andy Moor - "Passenger" (Baroque Records)
- Andy Moor - "Violent City" (Baroque Records)

#### 2001
- Bill Hamel pres. Innate and Andy Moor - "Barotek" (Sunkissed Records)
- Leama (Co-Production) - "Melodica" (Baroque Records)
- Andy Moor pres: Sworn - "Dark Amendments" (Method Records)
- Lewis and Moor - "Byte" (Intrinsic Records)

#### 2002
- Leama (Co-Production) - "Requiem for a Dream" Perfecto)
- Andy Moor - "Crazy Lady EP - No More" (Baroque Records)
- Andy Moor - "Crazy Lady EP - Athena" (Baroque Records)
- Midnorth vs Austin Leeds - "Soul Workout" (Baroque Records)
- Indigo - "Division" (EQ Records)
- Odessi - "Beyond the Sound (feat Maria Naylor)" (Primal Beats)

#### 2004
- Sworn - "U Don't Feel" (Vinyl Vice)
- Leama & Moor - "Shades of Blue/Red/Yellow" (Primal Beats)
- Leama & Moor - "Complex Synth Problems" (Lost Language)
- Leama & Moor - "Fact of the Matter" (Lost Language)
- Adam White & Andy Moor presents The Whiteroom - "The White Room" (Liquid Asset)

#### 2005
- Whiteroom - "Someday (feat. Amy Cooper)" (Woom Recordings)
- Andy Moor - "Halcyon" (Armada Music)
- Above & Beyond feat. Andy Moor - "Air for Life" (Anjunabeats)

#### 2006
- Mick Wilson vs Andy Moor - "Control Me" (Pangea Recordings)

#### 2007
- Andy Moor vs. Orkidea - "YearZero" (AVA Recordings)
- Markus Schulz feat. Andy Moor - "Daydream" (Armada)
- Tilt - "Angry Skies (Tilt's Re-Activation remix)" (Lost Language)

#### 2008
- Andy Moor - "Fake Awake" (Anjunabeats/AVA Recordings)
- Andy Moor Ft. Carrie Skipper - "So Much More" (AVA Recordings)

#### 2009
- Ashley Wallbridge & Andy Moor feat. Meighan Nealon - "Faces" (AVA Recordings)
- Andy Moor & Lange - "Stadium Four" (AVA/Armada Recordings)

#### 2010
- Andy Moor feat. Carrie Skipper - "She Moves" (AVA/Armada Recordings)

#### 2011
- Andy Moor vs M.I.K.E - "Spirit's Pulse" (AVA/Armada Recordings)
- Andy Moor feat Sue Mclaren - Fight The Fire (Club mix)

### Remixes

#### 2001
- Medway - "My Release (Andy Moor remix)" (Hooj Choons)
- Shimmon vs 3rd Degree - "Dark Feelin' (Andy moor remix)" (Tune Inn Records)
- Coda - "Take Me (Andy Moor remix)" (Decipher Records)
- Stripped Inc. - "Glitterball (Andy Moor remix)" (Method Records)

#### 2003
- EveryDayDowners - "This World (Andy Moor remix)" (Pangea Recordings)
- 2 Players - "Signet (Leama & Moor remix)" (Lost Language)
- Little Wonder - "Eclipse (Leama & Moor remix)" (Lost Language)
- Arthur Baker - "1000 Years (Andy Moor remix)" (Rebar Slickar Silver Label)
- Sonorous - "Second Sun (Leama & Moor remix)" (Lost Language)
- Main Element - "Forme (Leama & Moor remix)" (Lost Language)
- Insight - "Prophecy (Innate and Andy Moor remix)" (Sunkissed Records)
- Radiohead - "Go to Sleep (Zoo DJ's bootleg)" (White)
- Leftfield - "Open Up (Zoo DJ's bootleg)" (White)

#### 2004
- Chemical Brothers - "Asleep By Day (Zoo DJ's bootleg)" (White)
- Paul Oakenfold - "Zoo York (Leama & Moor remix)" Perfecto)
- Avril Lavigne - "I'm With You (Leama & Moor bootleg)" (White)
- Nelly Furtado - "Powerless (Leama & Moor bootleg)" (White)
- Brian Eno - "The Ending (Leama & Moor remix)" (Virgin)
- Orbital - "Belfast (Leama & Moor re-make)" (White)
- Li Kwan - "Point Zero (Leama & Moor remix)" (Liquid Asset)
- Ridgewalkers - "Find (feat. El) (Andy Moor remix)" (Armada/Baroque Records)
- Starkid - "Crayons (Leama & Moor 'In Loving Memory of Starkid' remix)" (Release Records)
- Vector 13 - "G.H.L.I.S (Leama & Moor remix)" (Algorithm Records)
- Space Manoeuvres - "Stage 1 (Leama & Moor remix)" (Tirade Records)

#### 2005
- Space Manoeuvres - "7th Planet (Leama & Moor remix)" (Lost Language)
- Tiësto - "A Tear in the Open (Leama & Moor remix)" (Black Hole Recordings)
- Tiesto - "UR (Leama & Moor remix)" (Black Hole Recordings)
- Filo and Peri - "Closer Now (Whiteroom Remix)"
- Jose Zamora vs Damian DP - "Transatlantic (Andy Moor remix)" (Baroque Records)
- Above & Beyond pres. Tranquility Base - "Getting Away (Leama & Moor remix)" (Anjunabeats)
- Luminary - "My World (Andy Moor remix)" (Lost Language)
- Luminary - "Wasting (Andy Moor remix)" (Sound Piercing)
- Britney Spears - "Someday (Andy Moor remix)" (Jive Records)
- Yellow Blackboard - "Supafly (Andy Moor remix)" (SOG Chrome)
- Sonorous - "Protonic (Leama & Moore Remix)" (Monster Force)

#### 2006
- Delerium - "Angelicus (Andy Moor remix)" (Nettwerk)

#### 2007
- Andy Moor vs. Orkidea - "YearZero (Andy Moor's 'First Light' remix)" (AVA Recordings)

#### 2008
- TyDi - "Hide (Andy Moor's Ecomix)" (AVA Recordings)

#### 2009
- Nadia Ali - "Love Story (Andy Moor Remix)"

#### 2010
- Delerium - "Send Me An Angel (Andy Moor Remix)"

#### 2011
- Signalrunners feat. Julie Thompson - "These Shoulders (Andy Moor Remix)" (Anjunabeats)
- BT feat. Rob Dickinson - "Always (Andy Moor Remix)" (Nettwerk)
- Armin van Buuren - I Don't Own You (Andy Moor Remix)